# Lucille Ward
Pour les articles homonymes, voir Ward.
Lucille Ward est une actrice américaine, née le 25 février 1880 à Dayton, Ohio, et décédée le 8 août 1952 à Dayton.

## Filmographie partielle
- 1916 : The House of Lies de William Desmond Taylor : Mrs. Coleman
- 1918 : L'École du bonheur (How Could You, Jean?) de William Desmond Taylor : Mrs. Kate Morley
- 1918 : L'Aventure de Mary (Beauty and the Rogue) de Henry King : Sarah Wilson
- 1918 : Mary la petite journaliste (Powers That Prey) de Henry King : Mme Brackett
- 1919 : L'Enlèvement de Miss Maud (The Island of Intrigue) de Henry Otto
- 1924 : Une biche et quarante chevaux (The Girl in the Limousine), de Larry Semon et Noel M. Smith
- 1925 : Faut qu'ça gaze (California Straight Ahead) de Harry A. Pollard
- 1926 : L'habit fait le moine de William A. Seiter
- 1936 : F-Man d'Edward F. Cline
- 1939 : Premier Amour (First Love) de Henry Koster : la cuisinière de Clinton